# São João da Varjota
São João da Varjota är en kommun i Brasilien.   Den ligger i delstaten Piauí, i den östra delen av landet, 1 200 km nordost om huvudstaden Brasília. Antalet invånare är 4 648.
Omgivningarna runt São João da Varjota är huvudsakligen savann. Runt São João da Varjota är det glesbefolkat, med 11 invånare per kvadratkilometer.